# Gran Premio di superbike di Misano Adriatico 1991
Il Gran Premio di superbike di Misano Adriatico 1991 è stato la sesta prova del campionato mondiale Superbike 1991, disputato il 4 agosto sul circuito Santamonica, ha visto la vittoria di Doug Polen in gara 1, lo stesso pilota si è ripetuto anche in gara 2. Si è trattato della prima volta che il campionato mondiale Superbike è stato ospitato su questo circuito.

## Risultati

La partenza di una delle due gare al Santamonica

### Gara 1

#### Arrivati al traguardo[1]
| Pos. | Nº | Pilota               | Squadra                    | Motocicletta | Giri | Tempo     | Griglia | Punti |
| ---- | -- | -------------------- | -------------------------- | ------------ | ---- | --------- | ------- | ----- |
| 1º   | 23 | Doug Polen           | Fast by Ferracci           | Ducati       | 28   | 37:11.631 | 1º      | 20    |
| 2º   | 4  | Robert Phillis       | Team Kawasaki              | Kawasaki     | 28   | +0:00.748 | 3º      | 17    |
| 3º   | 25 | Davide Tardozzi      | Grottini Divisione Corse   | Ducati       | 28   | +0:09.981 | 5º      | 15    |
| 4º   | 1  | Raymond Roche        | Corse Ducati Lucchinelli   | Ducati       | 28   | +0:11.775 | 7º      | 13    |
| 5º   | 2  | Fabrizio Pirovano    | BYRD-Yamaha-CP Racing      | Yamaha       | 28   | +0:11.940 | 6º      | 11    |
| 6º   | 3  | Stéphane Mertens     | Total-Wanty-Mertens Racing | Ducati       | 28   | +0:15.247 | 2º      | 10    |
| 7º   | 5  | Carl Fogarty         | Silkolene Honda Britain    | Honda        | 28   | +0:33.891 | 8º      | 9     |
| 8º   | 7  | Terry Rymer          | Loctite Yamaha             | Yamaha       | 28   | +0:38.868 | 12º     | 8     |
| 9º   | 27 | Fred Merkel          | Team Rumi                  | Honda        | 28   | +0:40.136 | 4º      | 7     |
| 10º  | 9  | Giancarlo Falappa    | Corse Ducati Lucchinelli   | Ducati       | 28   | +0:43.355 | 16º     | 6     |
| 11º  | 17 | Udo Mark             | Mitsui Yamaha Racing       | Yamaha       | 28   | +0:49.912 | 19º     | 5     |
| 12º  | 43 | Massimo Broccoli     | Velmotor 2000 Bikequipe    | Kawasaki     | 28   | +0:53.822 | 9º      | 4     |
| 13º  | 48 | Daniel Amatriaín     | Dholda Honda               | Honda        | 28   | +0:55.666 | 14º     | 3     |
| 14º  | 71 | Russell Lee Wood     | Bimota Experience          | Bimota       | 28   | +0:56.493 | 15º     | 2     |
| 15º  | 42 | Jean-Michel Mattioli | Cardinal Motos             | Yamaha       | 28   | +0:57.338 | 24º     | 1     |
| 16º  | 24 | Jeffry de Vries      | Yamaha RT Henk de Vries    | Yamaha       | 28   | +1:06.007 | 26º     |       |
| 17º  | 55 | Thomas Franz         | Thom Racing                | Honda        | 28   | +1:10.118 | 21º     |       |
| 18º  | 20 | Edwin Weibel         | Schnyder Ducati            | Ducati       | 28   | +1:15.332 | 23º     |       |
| 19º  | 85 | Mauro Mastrelli      | Team Rumi                  | Honda        | 28   | +1:19.207 | 27º     |       |
| 20º  | 99 | Jean-Yves Mounier    | Yves RT                    | Yamaha       | 27   | +1 giro   | 22º     |       |
| 21º  | 34 | Massimo Meregalli    | BYRD-Yamaha-CP Racing      | Yamaha       | 27   | +1 giro   | 32º     |       |
| 22º  | 84 | Virginio Ferrari     | RB Moto Kawasaki Ita       | Kawasaki     | 27   | +1 giro   | 37º     |       |
| 23º  | 36 | Robert Chesaux       | Michel Honda Racing        | Honda        | 27   | +1 giro   | 35º     |       |

#### Non classificato
| Nº | Pilota               | Squadra          | Motocicletta | Giri | Griglia |
| -- | -------------------- | ---------------- | ------------ | ---- | ------- |
| 50 | Piergiorgio Bontempi | Bertocchi Racing | Kawasaki     | 20   | 18º     |

#### Ritirati
| Nº | Pilota              | Squadra          | Motocicletta | Giri | Griglia |
| -- | ------------------- | ---------------- | ------------ | ---- | ------- |
| 30 | Juan López Mella    | Nivea Honda      | Honda        | 25   | 11º     |
| 41 | Steve Manley        |                  | Yamaha       | 22   | 31º     |
| 44 | Christian Lavieille | Ducati France    | Ducati       | 22   | 25º     |
| 52 | Bruno Bammert       | IXS Motorradmode | Yamaha       | 14   | 13º     |
| 10 | Jari Suhonen        | Arwidson Yamaha  | Yamaha       | 14   | 10º     |
| 81 | Graham Singer       |                  | Yamaha       | 14   | 34º     |
| 32 | René Delaby         | Team Wanty       | Honda        | 14   | 17º     |
| 80 | Marcel Kellenberger | IXS Motorradmode | Yamaha       | 11   | 29º     |
| 86 | Richard Hubin       | Ducati Belgium   | Ducati       | 9    | 20º     |
| 45 | Fabrizio Furlan     | Team Rumi        | Honda        | 1    | 28º     |

### Gara 2

Doug Polen, autore di una doppietta al Santamonica, festeggia sul traguardo sopra la sua Ducati 888.

#### Arrivati al traguardo[2]
| Pos. | Nº | Pilota               | Squadra                  | Motocicletta | Giri | Tempo     | Griglia | Punti |
| ---- | -- | -------------------- | ------------------------ | ------------ | ---- | --------- | ------- | ----- |
| 1º   | 23 | Doug Polen           | Fast by Ferracci         | Ducati       | 28   | 37:09.114 | 1º      | 20    |
| 2º   | 1  | Raymond Roche        | Corse Ducati Lucchinelli | Ducati       | 28   | +0:03.501 | 7º      | 17    |
| 3º   | 4  | Robert Phillis       | Team Kawasaki            | Kawasaki     | 28   | +0:03.681 | 3º      | 15    |
| 4º   | 2  | Fabrizio Pirovano    | BYRD-Yamaha-CP Racing    | Yamaha       | 28   | +0:14.272 | 6º      | 13    |
| 5º   | 25 | Davide Tardozzi      | Grottini Divisione Corse | Ducati       | 28   | +0:24.407 | 5º      | 11    |
| 6º   | 9  | Giancarlo Falappa    | Corse Ducati Lucchinelli | Ducati       | 28   | +0:28.388 | 16º     | 10    |
| 7º   | 27 | Fred Merkel          | Team Rumi                | Honda        | 28   | +0:29.570 | 4º      | 9     |
| 8º   | 5  | Carl Fogarty         | Silkolene Honda Britain  | Honda        | 28   | +0:41.294 | 8º      | 8     |
| 9º   | 7  | Terry Rymer          | Loctite Yamaha           | Yamaha       | 28   | +0:48.168 | 12º     | 7     |
| 10º  | 71 | Russell Lee Wood     | Bimota Experience        | Bimota       | 28   | +0:54.002 | 15º     | 6     |
| 11º  | 30 | Juan López Mella     | Nivea Honda              | Honda        | 28   | +1:01.329 | 11º     | 5     |
| 12º  | 43 | Massimo Broccoli     | Velmotor 2000 Bikequipe  | Kawasaki     | 28   | +1:01.712 | 9º      | 4     |
| 13º  | 48 | Daniel Amatriaín     | Dholda Honda             | Honda        | 28   | +1:02.294 | 14º     | 3     |
| 14º  | 42 | Jean-Michel Mattioli | Cardinal Motos           | Yamaha       | 28   | +1:02.841 | 24º     | 2     |
| 15º  | 10 | Jari Suhonen         | Arwidson Yamaha          | Yamaha       | 28   | +1:10.510 | 10º     | 1     |
| 16º  | 24 | Jeffry de Vries      | Yamaha RT Henk de Vries  | Yamaha       | 28   | +1:10.818 | 26º     |       |
| 17º  | 99 | Jean-Yves Mounier    | Yves RT                  | Yamaha       | 28   | +1:18.592 | 22º     |       |
| 18º  | 44 | Christian Lavieille  | Ducati France            | Ducati       | 28   | +1:20.024 | 25º     |       |
| 19º  | 34 | Massimo Meregalli    | BYRD-Yamaha-CP Racing    | Yamaha       | 28   | +1:20.211 | 32º     |       |
| 20º  | 32 | René Delaby          | Team Wanty               | Honda        | 27   | +1 giro   | 17º     |       |
| 21º  | 41 | Steve Manley         |                          | Yamaha       | 27   | +1 giro   | 31º     |       |
| 22º  | 36 | Robert Chesaux       | Michel Honda Racing      | Honda        | 27   | +1 giro   | 35º     |       |
| 23º  | 84 | Virginio Ferrari     | RB Moto Kawasaki Ita     | Kawasaki     | 26   | +2 giri   | 37º     |       |

#### Ritirati
| Nº | Pilota               | Squadra                    | Motocicletta | Giri | Griglia |
| -- | -------------------- | -------------------------- | ------------ | ---- | ------- |
| 3  | Stéphane Mertens     | Total-Wanty-Mertens Racing | Ducati       | 27   | 2º      |
| 55 | Thomas Franz         | Thom Racing                | Honda        | 22   | 21º     |
| 20 | Edwin Weibel         | Schnyder Ducati            | Ducati       | 19   | 23º     |
| 85 | Mauro Mastrelli      | Team Rumi                  | Honda        | 19   | 27º     |
| 50 | Piergiorgio Bontempi | Bertocchi Racing           | Kawasaki     | 17   | 18º     |
| 81 | Graham Singer        |                            | Yamaha       | 7    | 34º     |
| 52 | Bruno Bammert        | IXS Motorradmode           | Yamaha       | 6    | 13º     |
| 86 | Richard Hubin        | Ducati Belgium             | Ducati       | 6    | 20º     |
| 17 | Udo Mark             | Mitsui Yamaha Racing       | Yamaha       | 4    | 19º     |